# Minneula Sinjatowitsch Asisow
Minneula Sinjatowitsch Asisow (russisch Миннеула Зинятович Азизов; * 23. Juni 1951 in der Oblast Perm) ist ein ehemaliger sowjetischer Hockeytorwart. Er gewann 1980 mit der sowjetischen Nationalmannschaft die olympische Silbermedaille.

## Karriere
Am Herrenwettbewerb bei den Olympischen Spielen 1980 in Moskau nahmen wegen des Olympiaboykotts nur sechs Mannschaften teil, die in der Vorrunde gegen jede andere Mannschaft antraten. Die Spanier belegten in der Vorrunde mit vier Siegen und einem Unentschieden den ersten Platz und traten im Kampf um die Goldmedaille gegen die in der Vorrunde zweitplatzierte indische Mannschaft an, die Inder gewannen das Finale. Im Spiel um den dritten Platz traf die Auswahl der Sowjetunion auf die polnische Mannschaft und gewann mit 2:1. Asisow war zweiter Torwart hinter Wladimir Pleschakow, er wurde nur im Vorrundenspiel gegen Tansania eingesetzt.
Bei der Europameisterschaft 1983 in Amsterdam belegten die Niederländer und die sowjetische Mannschaft die ersten beiden Plätze in ihrer Vorrundengruppe, im direkten Duell trennten sich die beiden Mannschaften mit 2:2. Nachdem die sowjetische Mannschaft die Spanier im Halbfinale mit 4:2 geschlagen hatten, traf sie im Finale erneut auf die Niederländer. Das Spiel endete nach Verlängerung mit 4:4, im Siebenmeterschießen gewannen die Niederländer mit 8:6. Auch bei der Europameisterschaft waren Wladimir Pleschakow und Minneula Asisow die Torleute der sowjetischen Mannschaft. Die Aufstellungen in den einzelnen Spielen sind nicht bekannt.
Asisow spielte für den Verein Dinamo Alma-Ata, mit dem er mehrfach sowjetischer Hockeymeister war. 1982 und 1983 siegte Alma-Ata im Europapokal der Landesmeister.